# Hypnum subpinnatum
Hypnum subpinnatum là một loài Rêu trong họ Hypnaceae. Loài này được (Brid.) Arn. mô tả khoa học đầu tiên năm 1827.